# Ivan Sjtyl
Ivan Aleksnadrovitj Sjtyl (ryska: Иван Александрович Штыль), född den 8 juni 1986 i Komsomolsk-na-Amure i dåvarande Ryska SFSR i Sovjetunionen (nu Ryssland), är en rysk kanotist.
Han tog OS-brons i C1 200 meter i samband med de olympiska kanottävlingarna 2012 i London. Efter att Jevgenij Šuklin blivit diskvalificerad för doping så blev Sjtyl istället silvermedaljör.